# 1435 w literaturze
Wydarzenia literackie w 1435 roku.

## Urodzili się
- Dymitr Kantakuzen, serbski kronikarz
- Jean Michel(inne języki), francuski poeta
- Ambroży Calepinus, włoski humanista